# Arapska osvajanja na moru
Prvi kontakti Arapa s morem datiraju iz vremena kalifa Omara, koji je čamcima upućivao vojsku u pohode na etiopske i egipatske obale.

## Početak pomorskih napada
Muavija, osnivač arapske mornarice, gradio je brodove u brodogradilištima osvojenih primorskih gradova i organizirao 645. prvu arapsku flotu u Tripoliju i Aleksandriji. Prvi napadi bili su upereni protiv Cipra, koji je osvojen 649., Rodos je pao 654., a kod Feniksa na obali Likije (Lykía), 655. godine, Abdallah ibn Sa'd (ʿAbdallāh ibn Saʿd ibn Abī Sarḥ) ostvario je prvu veliku pobjedu na moru. Ovim je arapska ratna mornarica (RM) stekla prevlast u istočnom dijelu Sredozemnog mora. Ona proširuje svoja djelovanja napadajući čitavo istočno Sredozemlje do Carigrada, obale Sicilije i sjeverne Afrike, pogotovo nakon 661., kada Muavija postaje kalif.

## Djelovanja po istočnom Sredozemlju
Pošto su u proljeće 672. na poluotoku Kiziku (Kýzikos), na južnoj obali Mramornog mora, formirali operativnu bazu, Arapi su s malim prekidima do 678. opsjedali Carigrad, a zatim se povukli pretrpjevši velike gubitke, naročito od grčke vatre koju su Bizantinci tada prvi put upotrijebili. Napad na Carigrad ponovili su 717. kada u kolovozu su opsjeli grad s kopna, a 1. rujna počeli napad s mora. Arapska flota od oko 800 brodova uzalud je pokušavala prodrijeti u unutrašnju carigradsku luku Zlatni rog (Haliç), zaštićenu lancem i branjenu bizantskom flotom. U jesen 718. Arapi su morali prekinuti opsadu, s istim je rezultatom završio i pokušaj od 782. U istočnom bazenu Sredozemnog mora pomažu 821. ustanak maloazijskih Slavena protiv Bizanta, a 922. njihova se flota pojavljuje pred Carigradom kao saveznik bugarskog cara Simeona.

### Trgovačka djelatnost
Već od 7. stoljeća paralelno s vojnim pohodima arapski trgovci putuju prema Dalekom istoku i prema zapadu, u luke Sredozemlja. U sljedećem stoljeću dopiru do luka na europskim obalama Atlantskog oceana, sve do Biskajskog zaljeva, zatim daleko na jug, duž istočne obale Afrike. Od 8. stoljeća u njihovim rukama je pomorska i kopnena trgovina s Dalekim istokom.

## Prijelaz i pustošenje obala zapadnog Mediterana
Arapska osnovica za operacije na moru pomicala se prema zapadu paralelno s njihovim nadiranjem kroz Sjevernu Afriku. Osvajanjem Tripolitanije (Ifrīqiyah) 643. domogli su se brodogradilišta u Tripoliju. Iz Tunisa kroz Sicilijanski prolaz napadali su Siciliju i oko 700. zauzeli otok Pantelleriju. Od 827. do 878. padaju 826. — 827. Kreta, 840. Taranto, 870. Malta i 878. Sirakuza na Siciliji. Arapi sa Sicilije upadaju 841. u Jadran, pljačkajući otoke i naselja na obali. Bari osvajaju 846. te iste godine provaljuju u Rim gdje spaljuju bazilike sv. Petra i sv. Palva izvan zidina. Napad na Rim ponavljaju 849., ali ih pred ušćem Tibera razbijaju udruženi ratni brodovi Napulja, Amalfia i Gaete, koje je papa pozvao u pomoć. Stalni su napadi i na obale Sardinije, a već od 711. i Korzike. U zapadnom bazenu Sredozemnog mora od početka 9. stoljeća Arapi napadaju iz tuniskih, sicilijanskih i španjolskih baza obale Provanse, sredinom 9. stoljeća nekoliko puta upadaju u Marseille i u deltu Rhône, a u La Garde-Freinetu imaju neko vrijeme i svoju bazu.

## Vrhunac i pad arapske dominacije
Arapska (mavarska) flota bila je na vrhuncu moći pod španjolskim Omejidom Abd al-Rahmanom III. (′Abd al-Rahmān ibn Mu′awiya), oko 950. Njegovi pljačkaški pohodi donosili su velika bogatstva, no krajem 10. stoljeća arapska pomorska moć počinje opadati. Bizant im oduzima 960. Kretu, a u borbama s Normanima, koje su trajale preko 50 godina (1039. – 1090.), gube Siciliju, a gotovo istovremeno ih potiskuju Bizantinci i iz Egejskog mora. U međusobnim borbama španjolskih Omejida i Fatimida (al-Fāṭimīyūn) sudjeluju i flote obje strane.
Oko 1010., kalif Al-Amir (al-Āmīr) uspio je na Pirinejskom poluotoku ujedini više arapskih državica i od njihovih ratnih brodova formirati flotu s kojom je 1014. osvojio Balearsko otočje, iduće godine Sardiniju. Također je vodio uspješne borbe s flotama Pise i Genove te je napadao pomorski promet i gradove u zapadnom Sredozemlju. Posle Al-Amirove smrti raspada se i njegova država i flota.
Usporedo s procesom raspadanja jedinstvene arapske države u Španjolskoj u 11. stoljeću postepeno nestaje povezanosti između arapskih centara na Istoku i Zapadu. Flote pojedinih arapskih gradova bave se sada isključivo gusarstvom u zapadnom dijelu Sredozemnog mora i na europskim obalama od Atlantskog oceana do La Manchea, a njihovi glavni protivnici su ratni brodovi krišćanskih pomorsko-trgovačkih gradova Sredozemlja.